# Bloomingdale (Ohio)

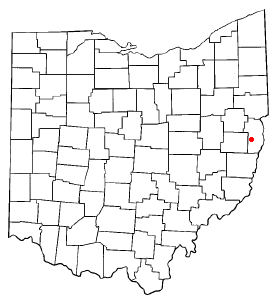
Bloomingdale na planie stanu Ohio

Bloomingdale – wieś w USA, w stanie Ohio, w hrabstwie Jefferson.
Liczba mieszkańców w 2010 roku wynosiła 202, a w roku 2012 wynosiła 199.